# Stilbopteryx costalis

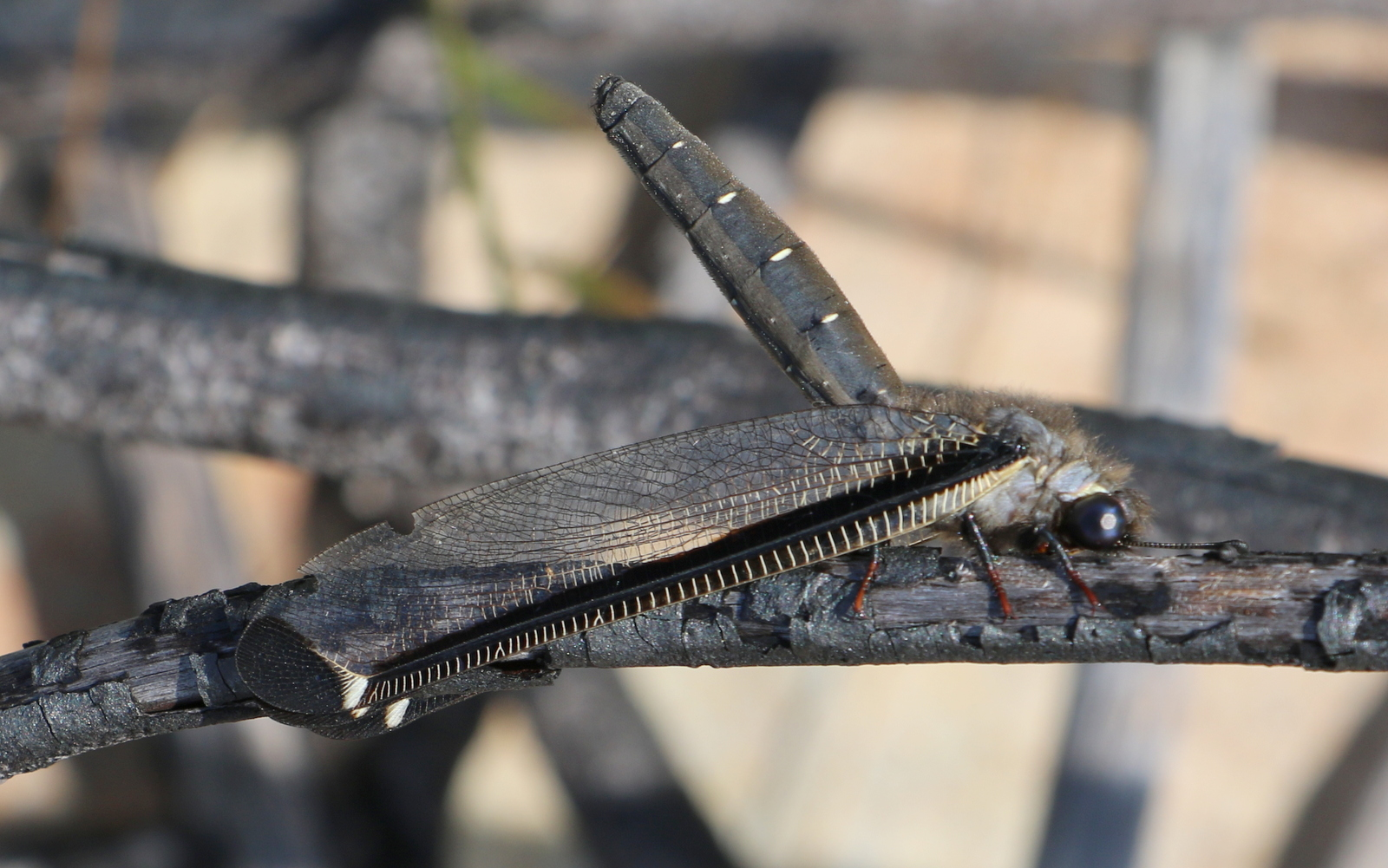

Stilbopteryx costalis là một loài côn trùng trong họ Myrmeleontidae thuộc bộ Neuroptera. Loài này được Newman miêu tả năm 1838.